# Bordure componée
En héraldique, une bordure componée se dit d’une bordure divisée par émaux différents, mais de même grandeur ; chacun de ces émaux ou divisions est appelé compon. 

## Quelques exemples

### En Espagne
| Bordure componée avec les armes de Castille et León. | Bordure componée avec les armes de Castille et León. |

### En France
| Armes de Centre-Val de Loire. | Armes de Centre-Val de Loire Blasonnement : D'azur aux trois fleurs de lys d'or au lambel d'argent et à la bordure componnée d'argent et de gueules. |

### En Belgique
| Armes de la famille le Hardÿ de Beaulieu. | Armes de la famille le Hardÿ de Beaulieu Blasonnement : Parti: au 1, d'azur, à trois losanges d'or, à la bordure componnée de sable et d'or ; au 2, de gueules, au chevron d'argent, accompagné en pointe d'une épée du même garnie d'or. Au chef de l'écu d'or. |

| Armes de la famille de Muyser Lantwyck. | Armes de la famille de Muyser Lantwyck Blasonnement : parti : à dextre, de sable à un chat d'argent assis, la tête posée de face, la patte avant dextre posée sur une souris de gueules ; à senestre, d'argent à une fleur de lis de sable, au chef d'or à trois pals de gueules ; à la bordure componée de seize pièces de gueules et d'argent, les compons de gueules chargés d'une épée d'argent et garnie d'or posée en barre, la pointe en bas, les compons d'argent chargés d'un lion issant de gueules, armé et lampassé d'azur. |

| Armes de famille de Villegas. | Armes de la famille de Villegas Blasonnement : d'argent à la croix florencée de sable, vidée du champ, à la bordure componnée de seize pièces, huit de gueules, chargées chacune d'une tour d'or et huit d'argent, chargées chacune d'une chaudière de sable. |